# Lexus RZ
La Lexus RZ è un crossover SUV elettrico di lusso in commercio dal 2022 e prodotta dalla casa automobilistica giapponese Lexus.

## Profilo e contesto

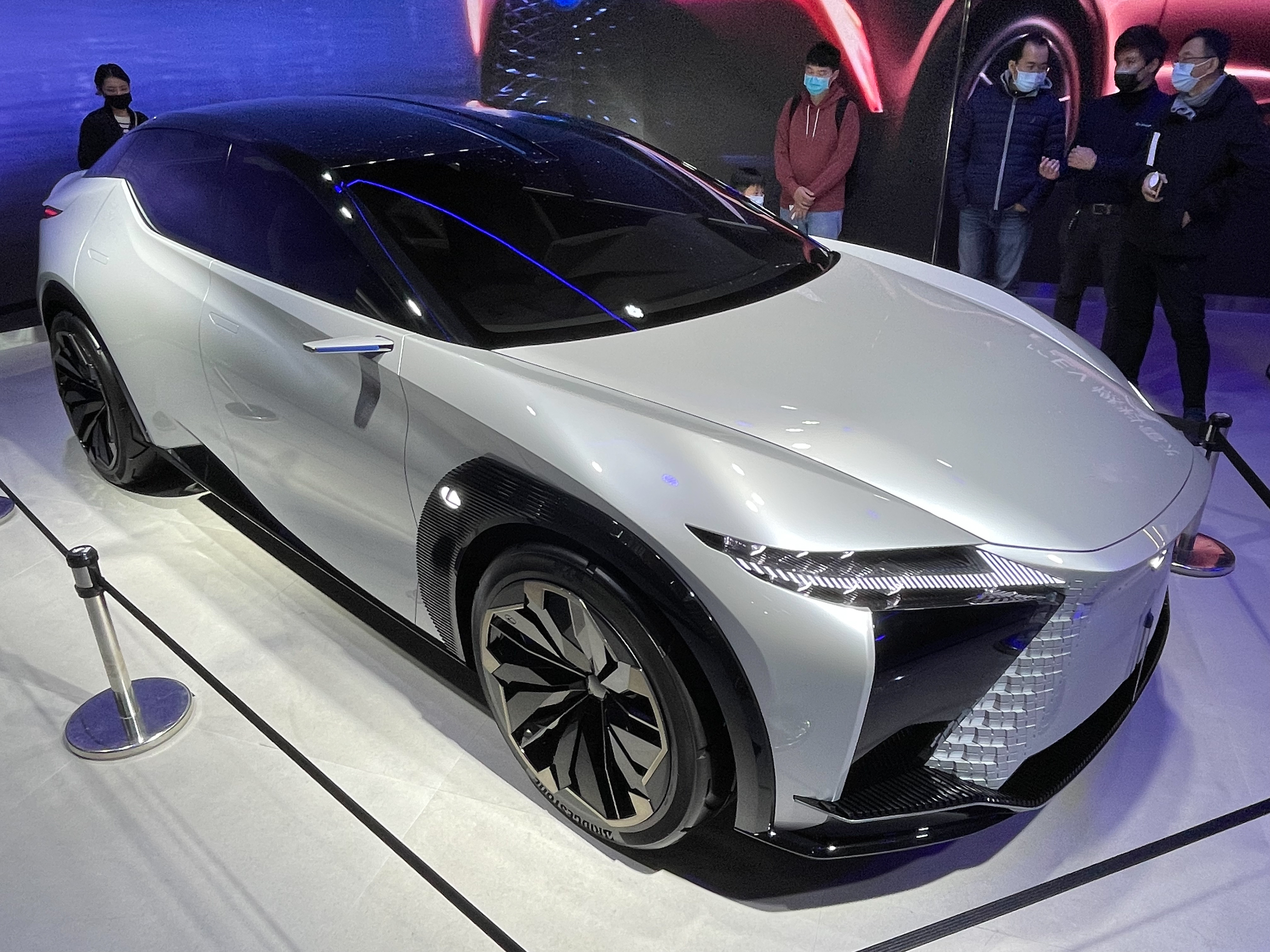
Lexus LF-Z

L'RZ è stato anticipato da una concept car chiamata LF-Z Electrified, presenta nel marzo 2021 e da un prototipo esposto nel dicembre 2021. 
Nell'agosto 2020, la Lexus ha registrato il nome RZ450e. La RZ è il primo veicolo elettrico a Lexus venduto in tutto il mondo. La versione di serie è stata presentata a fine aprile 2022, durante un evento stampa organizzato dalla Toyota.
La vettura è dotata del sistema "steer-by-wire", che Lexus chiama One Motion Grip, in cui è assente il piantone dello sterzo ed è stato rimosso qualsiasi collegamento fisico tra la volante e la cremagliera dello sterzo. La vettura sterza attraverso degli attuatori elettrici fissati alla cremagliera dello sterzo, che si funzionano attraverso degli input impartiti da una centralina che a secondo dell'angolo di sterzo dato dal guidatore con il volante, fa girare le ruote. Lo sforzo richiesto per girare il volante varia in risposta alle condizioni di guida. Indipendentemente dalla situazione, il volante ha un movimento di rotazione totale di 300 gradi.

## Motorizzazioni
Il motore anteriore della RZ450e è lo stesso della versione a trazione anteriore della bZ4X, mentre il motore posteriore è condiviso con la versione a trazione integrale della Solterra. All'avantreno è installato un motore sincrono a magneti permanenti da 150 kW (204 CV), mentre al retrotreno uno da 80 kW (109 CV), per una potenza totale combinata di 230 kW (313 CV).
La batteria invece è identica e standard per tutte le vetture basate sulla piattaforma e-TNGA ed è condivisa con la bZ4X/Solterra, avendo una capacità di 71,4 kW/h. L'RZ450e ha un'autonomia stimata che va da 322 a 362 km secondo il ciclo di omologazione statunitense EPA, 395 km nel ciclo combinato WLTP, e varia a seconda delle dimensioni delle ruote.  La velocità massima di ricarica è di 150 kW. Sono disponibili quattro livelli di frenata rigenerativa: il livello standard elimina completamente la rigenerazione in frenata facendo veleggiare la vettura e facendo affidamento solo sull'impianto frenante meccanico-idraulico; al livello massimo di rigenerazione in frenata, la velocità di decelerazione è pari a 0,15 g.